# Camponotus sphaericus
Camponotus sphaericus é uma espécie de inseto do gênero Camponotus, pertencente à família Formicidae.